# Hertjen
Hertjen is een wijk in de stad Sint-Niklaas in Oost-Vlaanderen. De buurt is gelegen rondom de gelijknamige straat Hertjen en haar zijstraten. De buurt is relatief verstedelijkt met huizen. Zuidwaarts loopt de straat richting Hoogkameren en Industriepark-Noord. Noordwaarts loopt de straat naar de N70 om vervolgens verder het stadscentrum in te trekken. Aan de overkant van de N16 ligt Tereken.

Deelgemeenten: Belsele · Nieuwkerken-Waas · Sinaai · Sint-Niklaas

Overige plaatsen en wijken: Baenslandwijk · Clementwijk · Dillaertwijk · Driegaaien · Driekoningenwijk · Drielinden · Duizend Appels · Eindeken · Elisabethwijk · Fabiolawijk · Godschalk · Hertjen · Hoogkameren · Kettermuit · Kletterbos · Krekel · Molenwijk · Ossenhoek · Patotterij · Populierenwijk · Priesteragiewijk · Puivelde · Stationswijk · Ster · Tereken · Valk · Vlijminckshoek · Vossekot · Vosselwijk · Watermolenwijk · Westakkers · Wijnveld · Zwaanaarde

Belgische gemeenten · Arrondissement Sint-Niklaas · Oost-Vlaanderen · Vlaanderen